# HD 7647
HD 7647 — оранжевая звезда, находящаяся в созвездии Андромеда на расстоянии приблизительно 824,85 св. лет от Земли. По состоянию на 2007 год, радиус звезды оценивается в 24,76 солнечного радиуса. Исходя из отрицательной радиальной скорости, звезда приближается к Солнцу. Планет у HD 7647 обнаружено не было. Звезда видима невооружённым глазом на ночном небе.